# Хинкли (тауншип, Миннесота)
Хинкли (англ. Hinckley) — тауншип в округе Пайн, Миннесота, США. На 2000 год его население составило 820 человек.

## География
По данным Бюро переписи населения США площадь тауншипа составляет 92,8 км², из которых 92,8 км² занимает суша, водоёмов нет.

## Демография
По данным переписи населения 2000 года здесь находились 820 человек, 297 домохозяйств и 220 семей.  Плотность населения —  8,8 чел./км².  На территории тауншипа расположено 345 построек со средней плотностью 3,7 построек на один квадратный километр. Расовый состав населения: 95,98 % белых, 0,12 % афроамериканцев, 1,22 % коренных американцев, 0,49 % c Тихоокеанских островов, 0,37 % — других рас США и 1,83 % приходится на две или более других рас. Испанцы или латиноамериканцы любой расы составляли 0,98 % от популяции тауншипа.
Из 297 домохозяйств в 39,4 % воспитывались дети до 18 лет, в 58,9 % проживали супружеские пары, в 8,4 % проживали незамужние женщины и в 25,6 % домохозяйств проживали несемейные люди. 19,5 % домохозяйств состояли из одного человека, при том 5,4 % из — одиноких пожилых людей старше 65 лет. Средний размер домохозяйства — 2,76, а семьи — 3,13 человека.
30,5 % населения — младше 18 лет, 8,3 % — в возрасте от 18 до 24 лет, 26,3 % — от 25 до 44, 26,1 % — от 45 до 64, и 8,8 % — старше 65 лет. Средний возраст — 37 лет. На каждые 100 женщин приходилось 108,1 мужчин.  На каждые 100 женщин старше 18 приходилось 102,1 мужчин.
Средний годовой доход домохозяйства составлял 38 500 долларов, а средний годовой доход семьи —  42 639 долларов. Средний доход мужчин —  31 146  долларов, в то время как у женщин — 23 750. Доход на душу населения составил 15 118 долларов. За чертой бедности находились 8,3 % семей и 12,9 % всего населения тауншипа, из которых 17,0 % младше 18 и 14,8 % старше 65 лет.